# Hoher Stein (Fichtelgebirge)

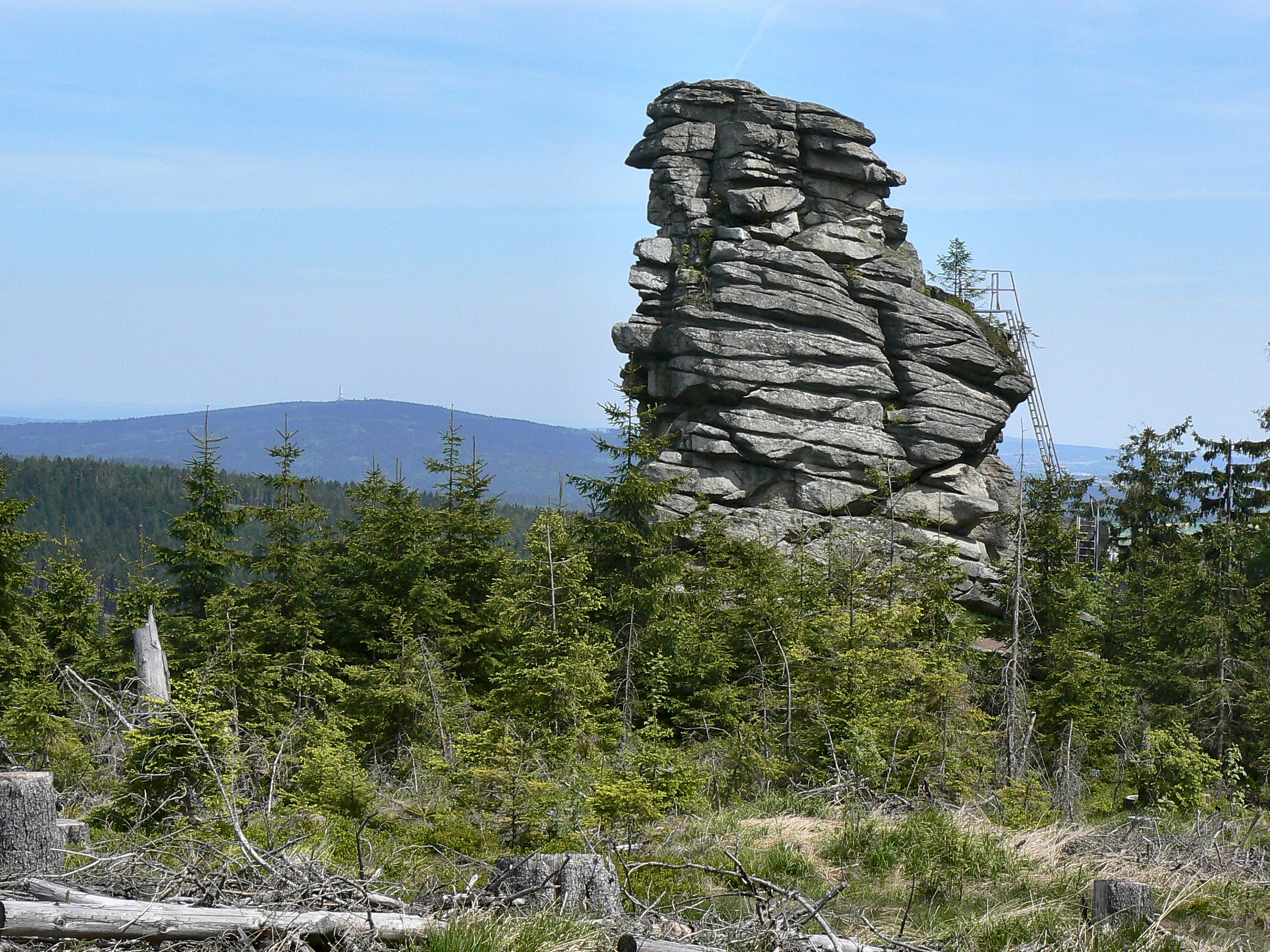
Felsengruppe Hoher Stein am Nordostfuß des Bergkopfes

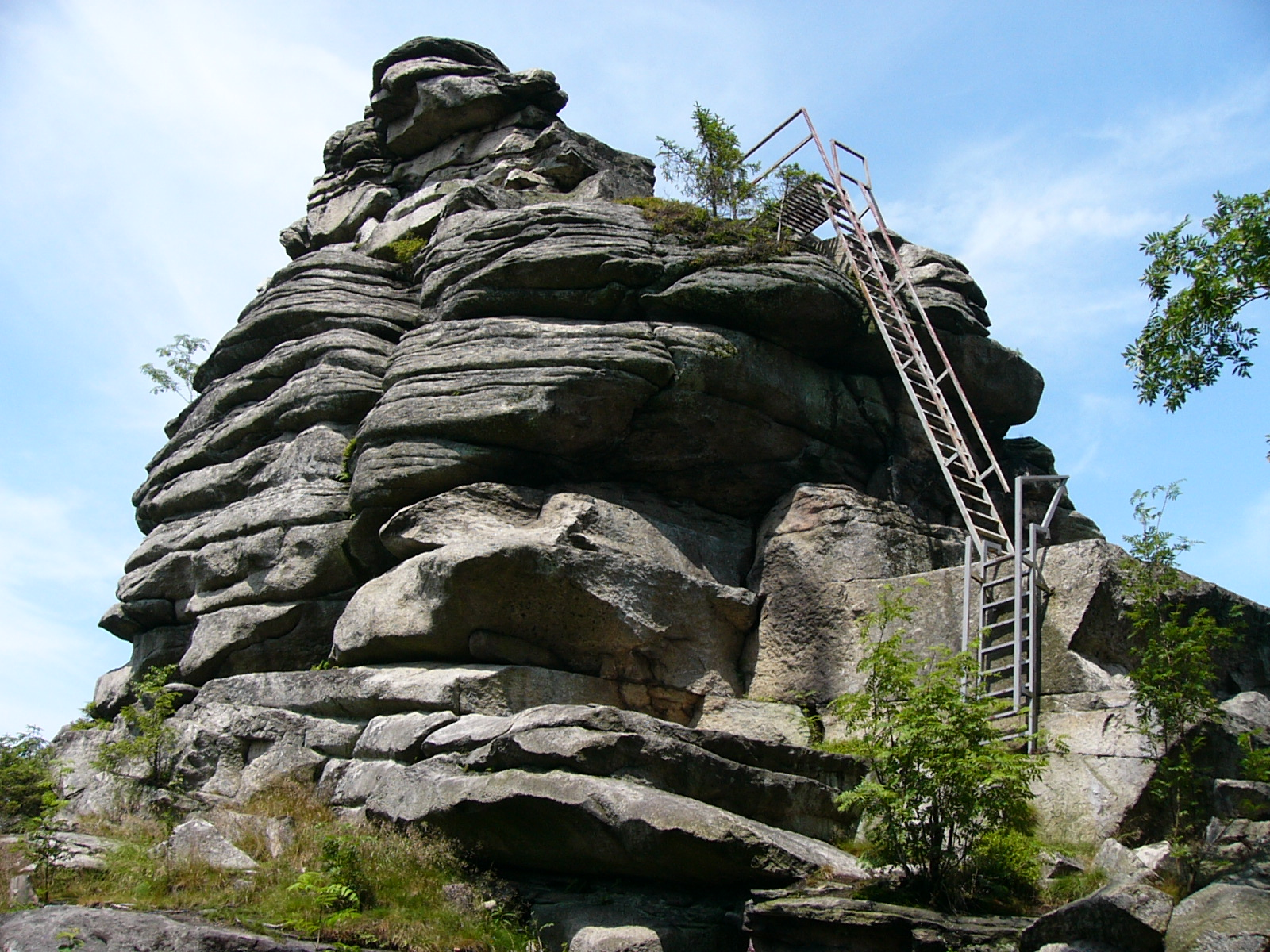
Nahaufnahme mit Aufstieg

Der Hohe Stein ist eine Felsengruppe am Nordostfuß des Bergkopfes, Teil des Waldsteinzuges im Fichtelgebirge.

## Aussehen und Lage
Der Hohe Stein hat eine Höhe von etwa 25 m, die höchste Stelle liegt 817 m ü. NHN. Es ist ein Granitfelsen in Wollsackverwitterung. Auf dem Felsen führen eiserne Leitern zur Aussichtskanzel, der Felsen ist als Kletterfelsen ausgewiesen.
Er liegt westlich der Stadt Kirchenlamitz und nordöstlich des Großen Waldsteins im Forstbezirk Hallersteiner Forst Süd. Obwohl der Hohe Stein nicht weit vom Kleinen Waldstein, einer weiteren Felsformation, entfernt ist, ist dieser nur über Umwege zu erreichen. Neben der Lamitzquelle sind auch die Sehenswürdigkeiten des Epprechtsteins in unmittelbarer Nähe.

## Geschichte als Grenzstein
Der Felsen liegt auf der Grenze der oberfränkischen Landkreise Wunsiedel im Fichtelgebirge und Hof. Früher verlief dort die politische Grenze des Sechsämterlandes und der Landsmannschaft Hof, was aus dem Landbuch der Sechsämter von 1499 hervorgeht (siehe auch Brandenburg-Kulmbach). Über den Gebirgskamm verlief auch die kirchliche Grenze zwischen den Bistümern Bamberg und Regensburg.
An der Westseite sind in den Felsen das Hohenzollernwappen (32 cm breit, 38 cm hoch) und zwei Kreuze (20 cm × 20 cm) eingemeißelt. Auf der Ostseite befindet sich ebenfalls ein Kreuz und ist ein nach oben weisender Pfeil eingehauen.